# Rodowody niepokornych
Rodowody niepokornych – zbiór esejów historyczno-politycznych autorstwa Bohdana Cywińskiego, wydany w 1971 roku przez Społeczny Instytut Wydawniczy „Znak” w serii „Biblioteka Więzi”.
Książka przedstawia postacie polskich inteligentów okresu przełomu XIX i XX wieku, którzy ukształtowali polską myśl polityczną następnych kilkudziesięciu lat oraz ocenę polskiej kultury przełomu wieku XIX na XX, w której wszystko co:

nosi znamię katolickości, wyróżnia się zacofaniem, brakiem związku ze współczesną myślą epoki, naiwnością argumentacji, archaizmem tonu i stylu

 "Bez tego surowego reżymu wewnętrznej wierności, jaką głosiła ta ideologia, mogłaby się bardzo szybko wyczerpać w społeczeństwie energia patriotyczna hojnie rzucana na stosy powstańcze. W tym sensie nie da się pomówić Polaka-katolika o przyjście do momentu odzyskania niepodległości z próżnymi rękami:dorobek jego był istotny i nadspodziewanie trwały, owocujący nie tylko w warstwie ziemiańskiej, do której w pierwszym rzędzie adresowali swoje hasła ideologowie tej orientacji, ale w różny sposób przenikający całe społeczeństwo"
Publikacja mogła się ukazać dzięki politycznemu zamieszaniu związanym z okresem przejściowym między rządami Gomułki i Gierka. „Rodowody” ukształtowały pokolenie kontestatorów lat 70. i 80., przyczyniając się do zjednoczenia wysiłków inteligencji katolickiej oraz działaczy lewicowych. Były także zaczynem, który spowodował powstanie książek: „Polski kształt dialogu” Józefa Tischnera czy „Kościół, lewica, dialog” Adama Michnika.

W barwnym i doskonale skonstruowanym fresku historycznym Bohdan Cywiński nakreślił historyczne zaplecze spotkania „niepokornych” z lewicy laickiej z „niepokornymi” chrześcijanami. (...) podjął wnikliwą i rzetelną próbę wytłumaczenia wartości lewicy laickiej chrześcijanom i wartości chrześcijaństwa – ludziom lewicy laickiej